# Han Guang
En aquest nom xinès, el cognom és Han.
Han Guang (mort el 206 aC) va ser un governant del Regne de Liaodong dels Divuit Regnes durant el període de la Disputa Chu–Han de la història xinesa.
Han va ser inicialment un oficial menor servint sota l'Zhao state. En el 209 aC, Chen Sheng i Wu Guang van iniciar l'Atabalat Aixecament dels Llogarets per enderrocar la Dinastia Qin i Han va participar en la revolta. Chen va enviar a Wu Chen a atacar els antics territoris de Zhao. Després de conquerir Zhao, Wu Chen va enviar a Han per aconseguir el suport de l'antic estat Yan. Han va rebre una càlida benvinguda i va ser nominat per la gent de Yan per ser el seu rei.
L'any següent, Zhao va ser atacat per l'exèrcit de Qin, dirigit per Zhang Han. Han va enviar al seu general Zang Tu a dirigir un exèrcit per ajudar a Zhao. Zang va seguir a l'exèrcit de la coalició rebel liderada per Xiang Yu en les batalles posteriors en contra de Qin i, finalment, va enderrocar a la Dinastia Qin en el 206 aC.
Després de la caiguda de Qin, Xiang Yu dividí l'antic imperi Qin en els Divuit Regnes. Li va concedir a Han el títol de "Rei de Liaodong" i el va traslladar més al nord-est.